# Csha Bomgun
Csha Bomgun (hangul: 차범근, handzsa: 車範根, RR: Cha Bum-kun; Hvaszong (Hwaseong), 1953. május 22. –) dél-koreai válogatott labdarúgó, edző. A magyar sportsajtóban Bum Kun Csa néven volt ismert.

## Pályafutása
Az első dél-koreai játékos volt, aki a német labdarúgó-bajnokságban gyökereket tudott ereszteni. 1978-ban érkezett Szöulból Darmstadtba, majd egy évvel később az Eintracht Frankfurt csapatában játszott már. 1980-ban UEFA-kupát nyert, 1981-ben pedig német kupát. Miután a Bayer Leverkusen játékosa lett, 1988-ban ismét UEFA-kupát nyert. Az 1986-os labdarúgó-világbajnokságon hazája válogatottjában játszott, de gólt nem tudott szerezni.

## Klubok
- Darmstadt 98
- Eintracht Frankfurt
- Bayer 04 Leverkusen

## Eredményei
- Vb-mérkőzések: 3
- Vb-gólok: -
- Válogatott mérkőzések: 121
- Válogatottban szerzett gólok: 55
- Vb-részvétel: 1986